# ジュヌヴィエーヴ・ビュジョルド
ジュヌヴィエーヴ・ビュジョルド（Geneviève Bujold、1942年7月1日 - ）は、カナダの女優。ケベック州モントリオール生まれのフランス系カナダ人。

## 来歴
演劇学校を経て劇団に所属、フランスを巡業していた際、映画監督のアラン・レネに見出されて、1966年イヴ・モンタン主演の『戦争は終った』で映画デビュー。シュザンヌ・ビアンケッティ賞を受賞した。以後、カナダ・アメリカ・フランスで活躍している。『1000日のアン』ではアカデミー主演女優賞にノミネートされ、ゴールデングローブ賞 主演女優賞 (ドラマ部門)を受賞。
1995年から7シーズンに渡って放映された『スタートレック:ヴォイジャー』において、U.S.S.ヴォイジャーの艦長キャスリン・ジェインウェイ（当時はニコール・ジェインウエイ）の役を掴んだ。しかし、撮影二日目にして、スタッフ・本人双方の見解により、突然降板。幻のシーンとなった。ちなみに、彼女が演じて撮影されたシーンは、『スタートレック:ヴォイジャー』DVD-BOXのVol.1に特典映像として収録されている。

## 主な出演作品
| 公開年 | 邦題 原題                                                       | 役名                       | 備考                                              |
| ------ | --------------------------------------------------------------- | -------------------------- | ------------------------------------------------- |
| 1966   | 戦争は終った La Guerre est finie                                | ナディーン                 |                                                   |
| 1966   | まぼろしの市街戦 Le roi de coeur                                | コクリコ/コロンバイン      |                                                   |
| 1967   | パリの大泥棒 Le voleur                                          | シャーロット               |                                                   |
| 1969   | 1000日のアン Anne of the Thousand Days                          | アン・ブーリン             | ゴールデングローブ賞 主演女優賞 (ドラマ部門) 受賞 |
| 1971   | トロイアの女 The Trojan Women                                   | カサンドラ                 |                                                   |
| 1974   | 大地震 Earthquake                                               | デニース・マーシャル       |                                                   |
| 1975   | ベルモンドの怪盗二十面相 L'Incorrigible                         | マリー＝シャーロット       |                                                   |
| 1976   | カリブの嵐 Swashbuckler                                         | ジェーン・バーネット       |                                                   |
| 1976   | 愛のメモリー Obsession                                          | エリザベス／サンドラ       |                                                   |
| 1977   | 続・男と女 Another Man, Another Chance                          | ジャンヌ                   |                                                   |
| 1978   | コーマ Coma                                                     | スーザン・ホイーラー博士   |                                                   |
| 1979   | 名探偵ホームズ/黒馬車の影 Murder by Decree                      | アニー・クルック           |                                                   |
| 1982   | バチカンの嵐 Monsignor                                          | クララ                     |                                                   |
| 1984   | タイトロープ Tightrope                                          | ベリル・チボドー           |                                                   |
| 1984   | チューズ・ミー Choose Me                                        | ナンシー                   |                                                   |
| 1985   | トラブル・イン・マインド Trouble in Mind                        | ワンダ                     |                                                   |
| 1988   | モダーンズ The Moderns                                          | リビー・ヴァレンティン     |                                                   |
| 1988   | 戦慄の絆 Dead Ringers                                           | クレア・ニヴォー           |                                                   |
| 1990   | 偽りのプロファイル False Identity                               | レイチェル                 |                                                   |
| 1992   | 抱きしめたい夏 Oh, What a Night                                 | エヴァ                     | ビデオ作品                                        |
| 1996   | ピノキオ The Adventures of Pinocchio                            | レオナ                     |                                                   |
| 1997   | ストーム The House of Yes                                       | パスカル夫人               |                                                   |
| 1997   | 密室 Dead Innocent                                              | スザンヌ                   |                                                   |
| 1999   | 氷の接吻 Eye of the Beholder                                    | ジャンヌ・ブロート博士     |                                                   |
| 2002   | ラ・タービュランス La turbulence des fluides                    | コレット                   |                                                   |
| 2005   | アガサ・クリスティーの奥さまは名探偵 Mon petit doigt m'a dit... | ローズ・エヴァンジェリスタ |                                                   |

## 参照
1. 1 2  Bell, Joseph N. (1970年6月19日). “She Didn't Really Enjoy Anne The First Time”. The Montreal Gazette 2010年8月5日閲覧。